# Henriette Diabaté
Henriette Dagri Diabaté (sinh ngày 13 tháng 3 năm 1935) là một chính trị gia và nhà văn người Bờ Biển Ngà. Thành viên của đảng Cộng hòa (RDR), Diabaté là Bộ trưởng Bộ Văn hóa ở bàte d'Ivoire từ 1990 đến 1993 và một lần nữa vào năm 2000; Sau đó, bà là Bộ trưởng Bộ Tư pháp từ năm 2003 đến 2005. Bà trở thành Tổng thư ký của RDR năm 1999  và là Chủ tịch của RDR từ năm 2017.

## Cuộc sống ban đầu
Diabaté sinh ra ở Abidjan và lấy bằng thạc sĩ năm 1968. Sau khi tốt nghiệp, bà là giáo sư lịch sử của Đại học Abidjan từ năm 1968 đến 1995. Trong khi giảng dạy, Diabaté đã nhận bằng tiến sĩ lịch sử năm 1984. Gần cuối trong sự nghiệp giảng dạy của mình, Diabaté trở thành thành viên sáng lập của RDR vào năm 1994.

## Chính trị
Một số nhà lãnh đạo RDR, bao gồm Diabaté, đã bị bắt vào ngày 27 tháng 10 năm 1999 với lý do họ chịu trách nhiệm về bạo lực xảy ra trong các cuộc biểu tình do họ tổ chức; vào tháng 11, họ đã bị kết án và bị kết án tù. Khi những người lính nổi dậy vào ngày 23 tháng 12 năm 1999, một trong những yêu cầu của họ là thả các nhà lãnh đạo RDR bị cầm tù; khi Tổng thống Henri Konan Bédié từ chối các yêu cầu, họ đã nắm quyền vào ngày 24 tháng 12 sau đó nhanh chóng thả tù nhân RDR. Sau đó, Diabaté giữ chức Bộ trưởng Bộ Văn hóa và La Francophonie dưới chế độ quân sự chuyển tiếp vào năm 2000.
Bà được Tổng thống Alassane Ouattara chỉ định làm Thủ tướng vĩ đại của trật tự quốc gia Ivorian vào ngày 18 tháng 5 năm 2011 và trở thành người phụ nữ đầu tiên tại vị trí cao nhất của đất nước.
Tại Đại hội thông thường lần thứ ba của RDR vào ngày 9 – 10 tháng 9 năm 2017, người ta hy vọng rằng Ouattara sẽ được bầu làm Chủ tịch của RDR, nhưng thay vào đó, ông đã đề xuất ông Henriette Diabaté cho chức vụ này, và bà đã được bầu một cách hợp lệ. Kandia Camara được chỉ định làm Tổng thư ký và Amadou Gon Coulibaly làm Phó chủ tịch thứ nhất.

## Cuộc sống cá nhân
Diabaté kết hôn với Lamine Diabaté, một cựu Bộ trưởng Nhà nước, và có năm người con.